# Ákos Buzsáky
Ákos Buzsáky, né le 7 mai 1982 à Budapest, est un footballeur international hongrois qui évolue au poste de milieu de terrain au club de Ferencvárosi TC.

## Biographie
Le 1er octobre 2012, il signe un contrat d'un mois en faveur de Portsmouth (D3 anglaise). Fin novembre, il saisit  l'occasion de jouer en division supérieure en s'engageant avec Barnsley dans le cadre d'un prêt jusqu'au 31 décembre suivant.

## Palmarès
Queens Park Rangers
- Championship
  - Vainqueur : 2011